# Вишняков, Иван Алексеевич
Ива́н Алексе́евич Вишняко́в (15 июля 1917 — 2 августа 1992) — советский военный лётчик и военачальник, генерал-майор авиации, участник Великой Отечественной и советско-японской войн. Герой Советского Союза.

## Биография
Иван Алексеевич Вишняков родился 15 июня 1917 года в селе Требунки Данковского уезда Рязанской губернии (ныне — Данковский район, Липецкая область). В 1933 году вместе с семьёй переехал в Москву, где поступил в школу фабрично-заводского ученичества «Метростроя» и окончил её по специальности слесаря-механика. По окончании школы стал работать на строительстве Московского метрополитена и одновременно обучался в аэроклубе. В 1935 году Иван Алексеевич поступил в Борисоглебское военное авиационное училище лётчиков-истребителей имени Чкалова, после его окончания служил инструктором Батайской истребительной школы. До войны он освоил 8 типов самолётов и налетал 800 часов.
С июля 1941 года находился на фронтах Великой Отечественной войны. Участвовал в боях на Южном, Брянском, 2-м Прибалтийском и Ленинградском фронтах. Летал на самолёте «И-16» в составе 296-го истребительного авиаполка. Осенью 1941 года он был переведён в 171-й истребительный авиационный полк, входивший в состав Московской ПВО. Первые свои два самолёта сбил 27 июня 1942 года на «МиГ-3» под Воронежем. В октябре 1944 года к югу от Риги Вишняков в тяжёлом 27-минутном бою сбил «Fw-190», который пилотировал немецкий ас, на счету которого было 58 сбитых самолётов. С февраля 1945 года он летал на самолёте «Ла-7».
Во время советско-японской войны, участвовал в боевых вылетах на самолёте «Як-9». В ходе одной из штурмовок Вишняков был подбит и с трудом привёл свой самолёт на аэродром. Всего же за годы войны Вишняков совершил 296 боевых вылетов, в ходе которых принял участие в 100 воздушных боях, сбил 20 самолётов лично и 3 — в группе. Также во время штурмовок им было уничтожено 19 самолётов на аэродромах.

Могила И. А. Вишнякова на Троекуровском кладбище в Москве

После окончания войны Иван Алексеевич продолжил служить в Военно-воздушных силах СССР. В 1953 году окончил Военно-воздушную академию. В 1975 году Иван Алексеевич вышел в запас в звании генерал-майор авиации. Проживал в Москве, работал в ЦК ДОСААФ. Иван Алексеевич Вишняков скончался 2 августа 1992 года, похоронен на Троекуровском кладбище.

## Сочинения
- Вишняков И. А. На крутых виражах. — М.: Воениздат, 1973. — 223 с. с ил. (Военные мемуары). Тираж 65 000 экз.[5]

## Награды
- Герой Советского Союза (23 февраля 1948)[1][2]:
  - Медаль «Золотая Звезда»
  - Орден Ленина
- четыре ордена Красного Знамени (11 мая 1943[2][6]; 18 июня 1943[2][7], 30 апреля 1944[2][8] и 29 августа 1945[2][9])
- орден Александра Невского (23 февраля 1944[2][10]).
- два ордена Отечественной войны I степени (7 октября 1943[2][11]; 11 марта 1985[2]).
- орден Красной Звезды (17.05.1951)[12]
- орден «За службу Родине в Вооружённых Силах СССР» III степени (30.04.1975)[13]
- медалями[1]

## Память
В Москве на здании дома, где проживал Иван Алексеевич была установлена мемориальная доска. 8 мая 2010 года в городе Данкова его имени было увековечено на мемориальном комплексе в Парке Победы. В 2015 году в Туле имя Вишнякова было выбито на мемориальной комплексе «Защитникам неба Отечества». В 2017 году в селе Требунки была торжественно открыта мемориальная плита. Также в честь героя была названа улица.